# Hamataliwa incompta
Hamataliwa incompta là một loài nhện trong họ Oxyopidae.
Loài này thuộc chi Hamataliwa. Hamataliwa incompta được Tord Tamerlan Teodor Thorell miêu tả năm 1895.